# Brachoria plecta
Brachoria plecta är en mångfotingart som beskrevs av Keeton 1959. Brachoria plecta ingår i släktet Brachoria och familjen Xystodesmidae. Inga underarter finns listade i Catalogue of Life.